# Andreja Leškiová
Andreja Leškiová (* 8. ledna 1997 Koper) je slovinská judistka, Soutěží v polostřední váze do 63 kilogramů.
V roce 2014 se stala mistryní Evropy ve věkové kategorii kadetek. Roku 2015 získala bronzovou medaili na juniorském mistrovství světa a o rok později postoupila do finále juniorského mistrovství Evropy, kde podlehla Pauline Starkeové z Německa. V roce 2018 vyhrála turnaj Judo Grand Slamu v Düsseldorfu. Je vítězkou tří akcí judistické Grand Prix (2018 Agádír, 2019 Marrákeš a 2021 Záhřeb). V roce 2021 skončila třetí na Judo World Masters v Kataru i na mistrovství Evropy v judu 2021. Na mistrovství světa v judu 2021 získala stříbro, když ji ve finále porazila Clarisse Agbegnenouová. S touto soupeřkou prohrála i ve finále mistrovství Evropy v judu 2023. Na evropském šampionátu v roce 2023 získala titul po finálovém vítězství nad izraelskou reprezentantkou Gili Šarirovou. Na ME 2024 obsadila třetí příčku po semifinálové porážce s Renatou Zachovou. Stala se olympijskou vítězkou na pařížských hrách v roce 2024, kde ve finále porazila Mexičanku Priscu Awitiovou. Získala tak pro Slovinsko třetí zlatou medaili v ženské polostřední váze ze čtyř posledních olympiád.
Andreja Leškiová pracuje jako IT specialistka ve firmě Kelag. Je členkou Judo klubu Bežigrad.